# VISCII
VISCII (viết tắt của tiếng Anh VIetnamese Standard Code for Information Interchange, tức là "Mã chuẩn tiếng Việt để trao đổi thông tin") là một bảng mã do Nhóm Viet-Std (Vietnamese-Standard Working Group - Nhóm Nghiên cứu Tiêu chuẩn Tiếng Việt) thuộc TriChlor group tại California đề xướng vào năm 1992 và dùng để gõ tiếng Việt trên máy vi tính, chỉ dùng những chữ có dấu sẵn rồi. Dùng trong nhiều hệ điều hành MS-DOS, Windows, Unix, X-Windows, Mac OS,... mà không cần phải dùng một nhu liệu đặc biệt nào.
|    | .0     | .1     | .2     | .3     | .4     | .5     | .6     | .7     | .8     | .9     | .A     | .B     | .C     | .D     | .E     | .F     |
| 0. | NUL 0  | SOH 1  | Ẳ 1EB2 | ETX 3  | EOT 4  | Ẵ 1EB4 | Ẫ 1EAA | BEL 7  | BS 8   | HT 9   | LF A   | VT B   | FF C   | CR D   | SO E   | SI F   |
| 1. | DLE 10 | DC1 11 | DC2 12 | DC3 13 | Ỷ 1EF6 | NAC 15 | SYN 16 | ETB 17 | CAN 18 | Ỹ 1EF8 | SUB 1A | ESC 1B | FS 1C  | GS 1D  | Ỵ 1EF4 | US 1F  |
| 2. | 20     | ! 21   | " 22   | # 23   | $ 24   | % 25   | & 26   | ' 27   | ( 28   | ) 29   | * 2A   | + 2B   | , 2C   | - 2D   | . 2E   | / 2F   |
| 3. | 0 30   | 1 31   | 2 32   | 3 33   | 4 34   | 5 35   | 6 36   | 7 37   | 8 38   | 9 39   | : 3A   | ; 3B   | < 3C   | = 3D   | > 3E   | ? 3F   |
| 4. | @ 40   | A 41   | B 42   | C 43   | D 44   | E 45   | F 46   | G 47   | H 48   | I 49   | J 4A   | K 4B   | L 4C   | M 4D   | N 4E   | O 4F   |
| 5. | P 50   | Q 51   | R 52   | S 53   | T 54   | U 55   | V 56   | W 57   | X 58   | Y 59   | Z 5A   | [ 5B   | \ 5C   | ] 5D   | ^ 5E   | _ 5F   |
| 6. | ` 60   | a 61   | b 62   | c 63   | d 64   | e 65   | f 66   | g 67   | h 68   | i 69   | j 6A   | k 6B   | l 6C   | m 6D   | n 6E   | o 6F   |
| 7. | p 70   | q 71   | r 72   | s 73   | t 74   | u 75   | v 76   | w 77   | x 78   | y 79   | z 7A   | { 7B   | \| 7C  | } 7D   | ~ 7E   | DEL 7F |
| 8. | Ạ 1EA0 | Ắ 1EAE | Ằ 1EB0 | Ặ 1EB6 | Ấ 1EA4 | Ầ 1EA6 | Ẩ 1EA8 | Ậ 1EAC | Ẽ 1EBC | Ẹ 1EB8 | Ế 1EBE | Ề 1EC0 | Ể 1EC2 | Ễ 1EC4 | Ệ 1EC6 | Ố 1ED0 |
| 9. | Ồ 1ED2 | Ổ 1ED4 | Ỗ 1ED6 | Ộ 1ED8 | Ợ 1EE2 | Ớ 1EDA | Ờ 1EDC | Ở 1EDE | Ị 1ECA | Ỏ 1ECE | Ọ 1ECC | Ỉ 1EC8 | Ủ 1EE6 | Ũ 168  | Ụ 1EE4 | Ỳ 1EF2 |
| A. | Õ D5   | ắ 1EAF | ằ 1EB1 | ặ 1EB7 | ấ 1EA5 | ầ 1EA7 | ẩ 1EA9 | ậ 1EAD | ẽ 1EBD | ẹ 1EB9 | ế 1EBF | ề 1EC1 | ể 1EC3 | ễ 1EC5 | ệ 1EC7 | ố 1ED1 |
| B. | ồ 1ED3 | ổ 1ED5 | ỗ 1ED7 | Ỡ 1EE0 | Ơ 1A0  | ộ 1ED9 | ờ 1EDD | ở 1EDF | ị 1ECB | Ự 1EF0 | Ứ 1EE8 | Ừ 1EEA | Ử 1EEC | ơ 1A1  | ớ 1EDB | Ư 1AF  |
| C. | À C0   | Á C1   | Â C2   | Ã C3   | Ả 1EA2 | Ă 102  | ẳ 1EB3 | ẵ 1EB5 | È C8   | É C9   | Ê CA   | Ẻ 1EBA | Ì CC   | Í CD   | Ĩ 128  | ỳ 1EF3 |
| D. | Đ 110  | ứ 1EE9 | Ò D2   | Ó D3   | Ô D4   | ạ 1EA1 | ỷ 1EF7 | ừ 1EEB | ử 1EED | Ù D9   | Ú DA   | ỹ 1EF9 | ỵ 1EF5 | Ý DD   | ỡ 1EE1 | ư 1B0  |
| E. | à E0   | á E1   | â E2   | ã E3   | ả 1EA3 | ă 103  | ữ 1EEF | ẫ 1EAB | è E8   | é E9   | ê EA   | ẻ 1EBB | ì EC   | í ED   | ĩ 129  | ỉ 1EC9 |
| F. | đ 111  | ự 1EF1 | ò F2   | ó F3   | ô F4   | õ F5   | ỏ 1ECF | ọ 1ECD | ụ 1EE5 | ù F9   | ú FA   | ũ 169  | ủ 1EE7 | ý FD   | ợ 1EE3 | Ữ 1EEE |

Trước đó, VISCII còn một bảng mã quy ước khác để gõ tiếng Việt và quy ước này cần có cài đặt font chữ VISCII mới đọc được. Thí dụ: Việt Nam đất nước mến yêu => Vi®t Nam ð¤t nß¾c mªn yêu, sẽ không đọc được nếu không có cài đặt font VISCII.

## Liên kết bên ngoài
- RFC 1456 – Quy ước mã hoá tiếng Việt VISCII và VIQR
- Nhóm Việt-Std Lưu trữ ngày 10 tháng 3 năm 2008 tại Wayback Machine hoặc ở đây
- Viet-Std Report 1992 Lưu trữ ngày 16 tháng 1 năm 2005 tại Wayback Machine